# Cúmul d'Hidra
Aquest article és sobre el cúmul d'Hidra. Per al Supercúmul Hidra-Centaure, vegeu Supercúmul Hidra-Centaure
El cúmul d'Hidra (Abell 1060) és un cúmul de galàxies que conté 157 brillants galàxies i es pot veure des de la Terra, en la constel·lació d'Hidra. El grup s'estén per prop de deu milions d'anys llum i té una inusual proporció elevada de matèria fosca. El grup és part del Supercúmul Hidra-Centaure situat 158 milions anys llum de la Terra. Les majors galàxies del cúmul són galàxies el·líptiques NGC 3309 i NGC 3311 i la galàxia espiral NGC 3312, tot té un diàmetre d'uns 150.000 anys llum. Malgrat una aparença gairebé circular en el cel, no hi ha evidència en les velocitats de galàxies per una grumollosa, distribució tridimensional.

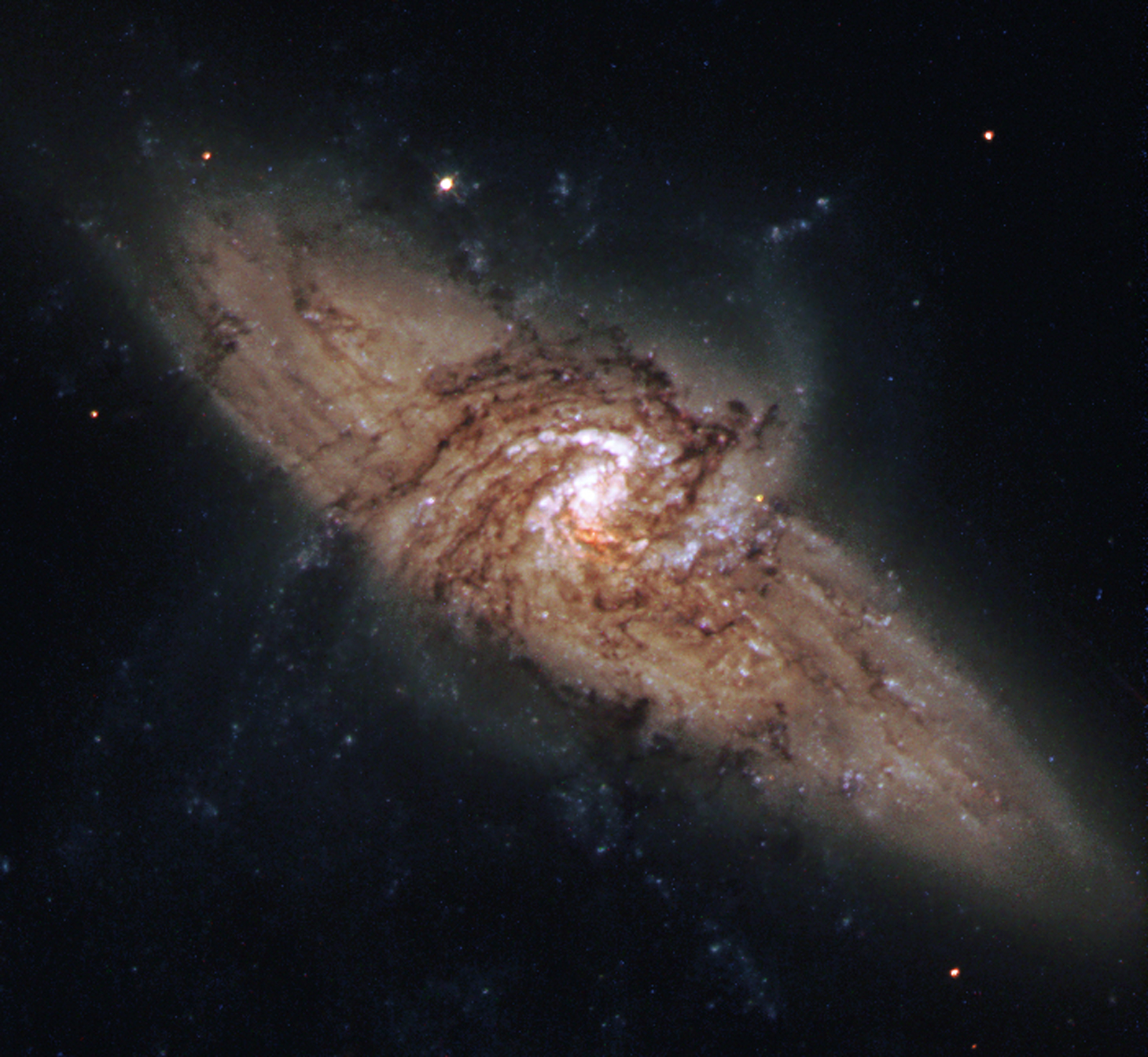
Imatge del parell de galàxies alineades NGC 3314 pel HST.